# Birofel'd
Birofel'd (in lingua russa Бирофельд) è un centro abitato dell'Oblast' autonoma ebraica, situato nel Birobidžanskij rajon.